# エドワード・ジョン・レイ

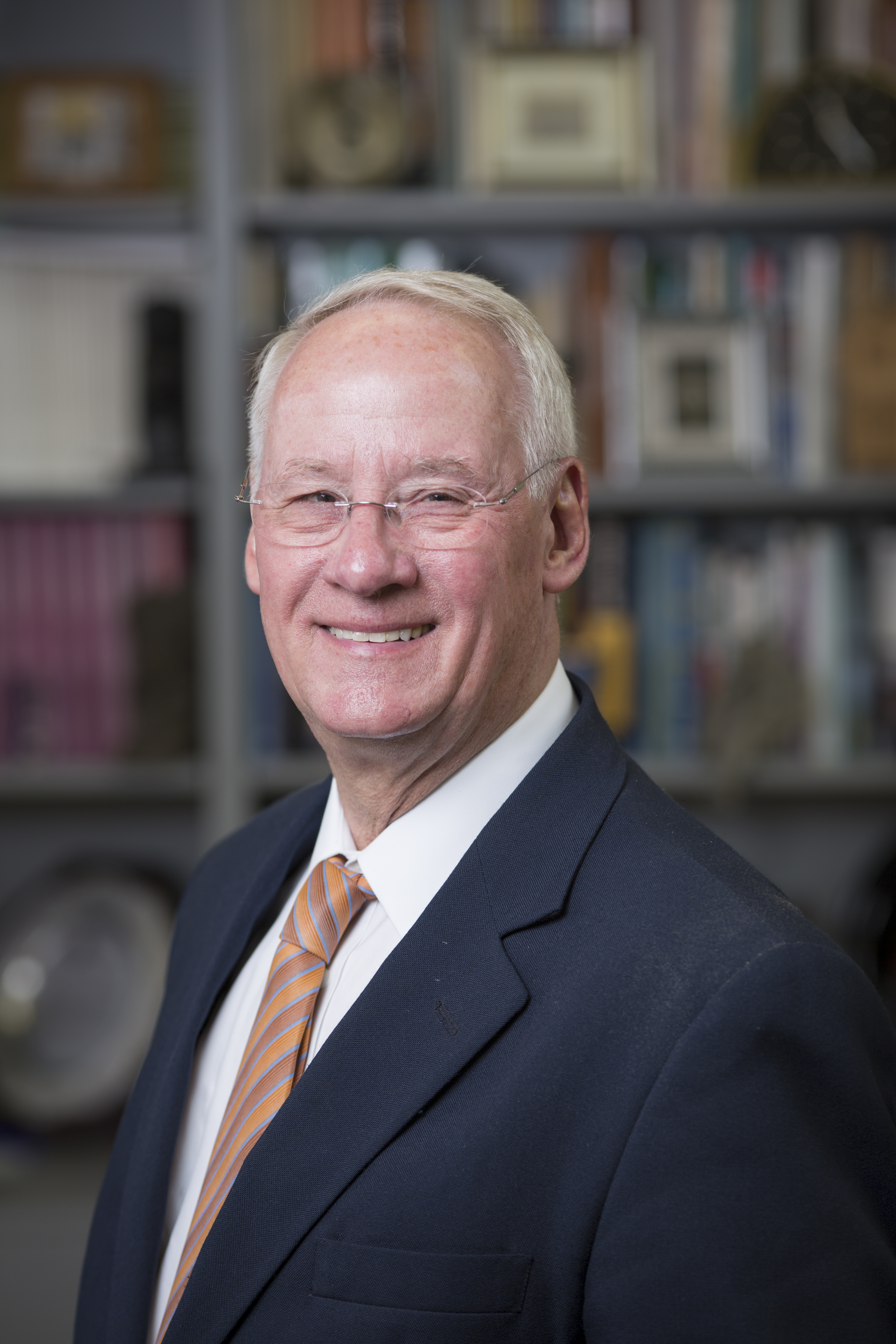
エドワード・ジョン・レイ

エドワード・ジョン・レイ（Edward John Ray, 1944年10月9日 - ）は、アメリカ合衆国の経済学者。2003年7月31日から2020年6月30日まで、第13代オレゴン州立大学総長を務めた。以前には、オハイオ州立大学で執行副総長とprovostを6年間務めた。2010年時点で、オレゴン州立大学総長としてのレイの税込給与額は414,377米ドルであった。
1970年から2003年まで、オハイオ州立大学で経済学者として勤務し、1976年から1992年からは経済学科の学科長を務めた。1992年5月から1993年5月までassociate provostを務め、1993年から1998年までsenior vice provostとchief information officerを務めた。1998年には執行副総長（executive vice president）とprovostに就任し、2003年まで務めた。
レイの業績はThe American Economic Review、The Journal of Political Economy、The Quarterly Journal of Economics、The Review of Economic Studiesを始めとする多くの一流の学術雑誌で発表されてきた。共著で教科書『U.S. Protectionism and the World Debt Crisis』も執筆しており、Quorum Pressから1989年に出版された。
ニューヨーク市クイーンズ区ジャクソンハイツ出身。1966年6月、ニューヨーク市立大学クイーンズ校で数学を修めて学士号を取得し、優等（cum laude）で卒業した。その後、スタンフォード大学に進学し、1969年に経済学の修士号を取得。1971年6月にはスタンフォード大学から経済学の博士号を授与された。
妻ベスはオハイオ州立大学教養学科でカウンセラーと学科長助手を務めた。子供が3人、孫が3人いる。